# Buffon-Canyon
Koordinaten: 65° 15′ S, 145° 0′ O
Der Buffon-Canyon ist ein Tiefseegraben in der D’Urville-See vor der Georg-V.-Küste in Ostantarktika.
Der Name des Grabens ist ohne Angaben zum weiteren Benennungshintergrund in den Verzeichnissen des General Bathymetric Chart of the Oceans und des Wissenschaftlichen Ausschusses für Antarktisforschung enthalten.